# 特定物質の規制等によるオゾン層の保護に関する法律
特定物質等の規制等によるオゾン層の保護に関する法律（とくていぶっしつとうのきせいとうによるオゾンそうのほごにかんするほうりつ、昭和63年5月20日法律第53号）は、オゾン層破壊により悪化が懸念される人の健康を保護し、生活環境を保全することを目的として、「特定フロン」の製造・輸入を規制し、代替フロンへの転換することに関する法律である。法律題名の「特定物質」が「特定物質等」と変更された。
法令番号は昭和63年法律第53号で、1988年（昭和63年）5月20日に公布された。2018年（平成30年）7月4日の改正により地球温暖化に影響の強い代替フロンについても段階的に製造・消費を削減し、グリーン冷媒に転換するように改正された。

## 策定の背景
オゾン層の保護のためのウィーン条約（1985年）やその具体的な推進のためのモントリオール議定書（1987年）を国内で適切に施行することを主な目的として制定された。「特定フロン」の製造・輸入を規制し、代替フロンへの転換を図ってきた。
2016年10月、ルワンダのキガリにてモントリオール議定書が改正され、代替フロンが地球温暖化に影響を与えることに鑑みて、平成30年には代替フロンについても2019年以降に製造・消費を削減し、グリーン冷媒に転換するように法改正された。

## 内容
- 特定物質等の製造・消費等の禁止
  - クロロフルオロカーボン　1996年以降全廃
  - ハロン　1994年以降全廃
  - 四塩化炭素　1996年以降全廃
  - 1,1,1-トリクロロエタン　1996年以降全廃
  - ハイドロクロロフルオロカーボン　2020年までに段階的削減、2020年以降全廃
  - ハイドロブロモフルオロカーボン　1996年以降全廃
  - 臭化メチル　2005年以降全廃（検疫用を除く）
  - ブロモクロロメタン　2002年以降全廃
  - ハイドロクロロフルオロカーボン類 2019年以降
  - ハイドロフルオロカーボン 2019年以降

## グリーン冷媒
- イソブタン
- CO2
- アンモニア
- 空気

## グリーン冷媒の導入状況
| 分野                 | グリーン冷媒                    |
| -------------------- | ------------------------------- |
| 家庭用冷蔵庫         | - イソブタン                    |
| 自動販売機           | - CO2 - イソブタン - アンモニア |
| カーエアコン         | - HFO-1234yf                    |
| 小型業務用冷凍冷蔵庫 | 代替冷媒候補を検討中            |
| 業務用エアコン       | 代替冷媒候補を検討中            |
| 家庭用エアコン       | 代替冷媒候補を検討中            |

## 主務官庁
- 経済産業省
- 環境省